# Tekkalakote
Tekkalakote är en ort i Indien.   Den ligger i distriktet Bellary och delstaten Karnataka, i den södra delen av landet, 1 500 km söder om huvudstaden New Delhi. Tekkalakote ligger 398 meter över havet och antalet invånare är 25 530.
Terrängen runt Tekkalakote är platt. Runt Tekkalakote är det tätbefolkat, med 286 invånare per kvadratkilometer. Närmaste större samhälle är Siruguppa, 10,7 km norr om Tekkalakote. Trakten runt Tekkalakote består till största delen av jordbruksmark.